# Périssac
Périssac – miejscowość i gmina we Francji, w regionie Nowa Akwitania, w departamencie Żyronda.
Według danych na rok 1990 gminę zamieszkiwały 864 osoby, a gęstość zaludnienia wynosiła 71 osób/km² (wśród 2290 gmin Akwitanii Périssac plasuje się na 487. miejscu pod względem liczby ludności, natomiast pod względem powierzchni na miejscu 922.).